# Dirk Breuer
Dirk Breuer (* 10. August 1977 in Hürth) ist ein deutscher Kommunalpolitiker der CDU. Er wurde im September 2015 zum hauptamtlichen Bürgermeister der Stadt Hürth gewählt.

## Leben
Dirk Breuer wuchs in Hürth auf. Nach dem Abitur am Hürther Albert-Schweitzer-Gymnasium und der Ableistung des Grundwehrdienstes studierte er an der Universität Konstanz Verwaltungswissenschaften. Das Studium schloss er 2004 als Diplom-Verwaltungswissenschaftler erfolgreich ab.
Im Anschluss wurde er in Berlin Büroleiter des Bundestagsabgeordneten Willi Zylajew und war ab 2007  Geschäftsführer der CDU-Kreistagsfraktion im Rhein-Erft-Kreis. 2011 übernahm er die Leitung des Beteiligungsmanagement Stadtkämmerei Bonn.
Breuer ist verheiratet und hat drei Kinder.

## Politischer Werdegang
Breuer wurde 2009 in den Hürther Stadtrat gewählt. Er war von 2012 bis 2015 Fraktionsvorsitzender der Hürther CDU-Ratsfraktion. Am 13. September 2015 wurde Dirk Breuer als Nachfolger von Walther Boecker im ersten Wahlgang mit absoluter Mehrheit (56,39 Prozent) von den Hürthern zum Bürgermeister gewählt. Am 21. Oktober trat Breuer sein Amt an. Am 13. September 2020 wurde er mit absoluter Mehrheit (55,01 Prozent) erneut zum Bürgermeister gewählt.